# كارين إليوت هاوس
كارين إليوت هاوس (بالإنجليزية: Karen Elliott House)‏ هي صحفية أمريكية، ولدت في 7 ديسمبر 1947 في ماتادور في الولايات المتحدة.

## وصلات خارجية
- كارين إليوت هاوس على موقع إن إن دي بي (الإنجليزية)